# Kiso (città)
Kiso è una centro urbano della Nigeria facente parte dello Stato di Sokoto.